# Derozer
Derozer est un groupe italien de punk rock, originaire de Vicence.

## Histoire
Le groupe se forme en 1989 par les anciens membres Mendez (basse) et Francesco « Spasio » Miotello (batterie), ainsi que deux autres membres (chant et guitare) qui, après l'enregistrement d'une démo en 1993, remplacent le groupe. Sebastiano « Seby » Berlato, qui en a toujours fait partie depuis, devient l'auteur principal des paroles et de la musique,.
En 2006, Spasio quitte à nouveau le groupe, qui, après deux années supplémentaires d'activité, annonce sa retraite.
En 2012, les Derozers entament une nouvelle tournée de six mois, au cours de laquelle ils sortent Fedeli alla tribù, une anthologie de leurs chansons (plus une nouvelle) et un documentaire sur leur histoire.
En janvier 2016, ils reprennent leurs activités. Mendez n'est pas présent à cette réunion, qui l'annonce par un message au ton venimeux. Malgré les origines du bassiste, Seby reconnaissait son importance dans l'histoire des Derozer, en parlant de son rôle et affirmant qu'il n'y aurait pas d'autre bassiste officiel et qu'ils en nommeraient un de temps à autre pour les tournées. L'année suivante, les Derozers sortaient, treize ans après leur dernier album, un nouvel album : Passaggio a Nordest.

## Discographie

### Albums studio
- 1993 : Derozer (démo auto-produite à Muxicaseta)
- 1995 : Bar (Derotten Records, Cob Records)
- 1998 : Alla nostra età (Derotten Records, Cob Records)
- 2000 : Mondo perfetto (Cob Records, Mad Butcher Records)
- 2002 : Chiusi dentro (Mad Butcher Records)
- 2003 : Live in studio (Alternative Produzioni)
- 2004 : Di nuovo in marcia (Derotten Records, Mad Butcher Records)
- 2017 : Passaggio a Nordest (Indiebox Music)

### EP
- 1994 : 144 (Derotten Records, réédité en 2002)

### Splits
- 1998 : Rational Inquirer#9 (7" split avec Electric Franchestein, Torture Citty et Who Chilled Bambi (Rational Inquirer) (Rational Inquirer)
- 1999 : Dì duri (7" split avec Gli Impossibili) (Cob Records)

### Anthologie
- 2012 : Fedeli alla tribù (CD-DVD, Indiebox Music)